# Alain Bihr
Alain Bihr, né en 1950, est un sociologue français. Maître de conférences en sociologie à l'université de Haute-Alsace, puis professeur à l'université de Franche-Comté, ses travaux portent principalement sur la justice sociale, les inégalités au sens large, l'extrême droite et le capitalisme.
Il se réclame du communisme libertaire.

## Biographie
Alain Bihr commence une carrière d'enseignant comme professeur de philosophie en lycée. Après une thèse de doctorat en sociologie (1990) il est nommé maître de conférences en sociologie à l'université de Haute-Alsace.
Le 1er février 2002, la section 19 du Conseil national des universités le qualifie pour les fonctions de professeur des universités. Il est alors nommé professeur à l'université de Franche-Comté. Comme chercheur, il est membre du laboratoire de sociologie et d’anthropologie de l'université de Franche-Comté (LASA-UFC).
Auteur d'études sur le socialisme et le mouvement ouvrier, Alain Bihr est l'un des cofondateurs et rédacteurs de la revue À Contre Courant. Il est également l'auteur d'une étude sur l'extrême droite française (en particulier le Front national) et le négationnisme (il a dirigé un important collectif intitulé Négationnistes : Les Chiffonniers de l'histoire, 1997). Ses derniers travaux portent principalement sur le capitalisme.
Se réclamant du communisme libertaire tout en étant fortement influencé par la pensée marxienne, il écrit par exemple que c'est sous « la forme capitaliste de propriété que se réalisent la domination et l’exploitation du travail salarié ». Constatant que « le « communisme » est devenu pire qu'un non-sens : un repoussoir », il veut initier une démarche inverse : « C'est donc résolument à contre-courant que je défendrai ici l’actualité du communisme. Non pas par goût du paradoxe ou de la provocation, mais par conviction. » Il est membre de l'Union communiste libertaire.
Il a par ailleurs écrit des ouvrages sur le système des inégalités,,, les inégalités entre hommes et femmes,, et a co-dirigé en 2014 avec Roland Pfefferkorn un Dictionnaire des inégalités.

## Ouvrages
- L'Économique fétiche. Fragment d'une théorie de la praxis capitaliste, Paris, Le Sycomore, « Arguments critiques », 1979.  (ISBN 978-2-86262-040-4)
- avec Jean-Marie Heinrich, La Néo-social-démocratie ou le Capitalisme autogéré, Paris, Le Sycomore, 1980.  (ISBN 978-2-86262-044-2)
- Les Métamorphoses du socialisme, Strasbourg, 1986.  (ISBN 978-2-9501211-0-3)
- La Farce tranquille : normalisation à la française, Paris, Spartacus, 1986.  (ISBN 978-2-902963-18-8)
- Entre bourgeoisie et prolétariat : l'encadrement capitaliste, Paris,  L'Harmattan, 1989.  (ISBN 978-2-7384-0344-5)
- Du grand soir à l'alternative. Le mouvement ouvrier européen en crise, préface de Pierre Fougeyrollas, Paris, Les Éditions ouvrières, 1991.  (ISBN 978-2-7082-2877-1). Version éditoriale de sa thèse de doctorat.
- Pour en finir avec le Front national, préface de Gilles Perrault, Paris, Éditions Syros, « Pour débattre », 1992.  (ISBN 978-2-86738-853-8)
- Philosophie : bac G, F et H, Paris, Foucher, « Plein pot », 1992.  (ISBN 978-2-216-01634-1)
- avec Roland Pfefferkorn, Déchiffrer les inégalités, Paris, Syros, « Alternatives économiques », 1995.  (ISBN 978-2-84146-093-9)
- avec Roland Pfefferkorn, Hommes - femmes, l'introuvable égalité. École, travail, couple, espace public, Paris, Les Éditions de l'Atelier et les Éditions ouvrières, « Points d’appui », 1996.  (ISBN 978-2-7082-3235-8)
- (et al.), Négationnistes : les chiffonniers de l’histoire, Villeurbanne-Paris, Golias-Syllepse, « Mauvais temps & Classiques du silence », 1997.  (ISBN 978-2-907993-46-3)
- Le spectre de l'extrême droite : les Français dans le miroir du Front national, Paris, Les Éditions de l'Atelier et Les Éditions ouvrières, 1998.  (ISBN 978-2-7082-3350-8)
- L'actualité d'un archaïsme : la pensée d'extrême droite et la crise de la modernité, Lausanne : Éditions Page deux, 1999
- Le crépuscule des États-nations. Transnationalisation et crispations nationalistes, Lausanne, Éditions Page deux, 2000.  (ISBN 978-2-940189-18-2).
- La reproduction du capital-Prolégomènes à une théorie générale du capitalisme, 2 tomes, Lausanne, Éditions Page deux, 2001.  (ISBN 978-2-940189-22-9)[19].
- « Postface » à Pierre Tevanian, Le racisme républicain. Réflexions sur le modèle français de discrimination, Paris, L'Esprit frappeur, 2002.  (ISBN 978-2-84405-181-3)
- La Bourse ou la vie ! Contre les fonds de pension, préface d'Étienne Deschamps, Paris, CNT, 2003.  (ISBN 978-2-9516163-4-9)
- La préhistoire du capital. Le devenir-monde du capitalisme, vol. 1, Lausanne, Éditions Page deux, 2006.  (ISBN 978-2-940189-36-6).
- La Novlangue néolibérale, la rhétorique du fétichisme capitaliste, Lausanne, Éditions Page deux, 2007.  (ISBN 978-2-940189-39-7).
- avec Roland Pfefferkorn, Le Système des inégalités, Paris, La Découverte, 2008 (ISBN 978-2-7071-5220-6, lire en ligne).
- La Logique méconnue du Capital, Lausanne, Éditions Page deux, 2010.  (ISBN 978-2-940189-44-1)
- Les rapports sociaux de classes, Lausanne, Éditions Page deux, 2012.  (ISBN 978-2-940189-49-6)[20].
- (et al.), Dictionnaire des inégalités, Armand Colin, 2014,  (ISBN 9782200279240)
- Le Premier Âge du capitalisme (1415-1763). L’expansion européenne, Syllepse, 2018  (ISBN 9782849506851)
- avec Michel Husson, Thomas Piketty : une critique illusoire du capital, Éditions Page deux, Syllepse, 2020  (ISBN 978-2849508473)[21].
- Face au Covid-19 : nos exigences, leurs incohérences, Paris, Éditions Syllepse, coll. « Coup pour coup » (no 2), 2021, 96 p. (ISBN 979-10-399-0014-0, ISSN 2800-9355, BNF 46911141).